# Cyrtococcum capitis-york
Cyrtococcum capitis-york är en gräsart som beskrevs av Bryan Kenneth Simon. Cyrtococcum capitis-york ingår i släktet Cyrtococcum, och familjen gräs. Inga underarter finns listade i Catalogue of Life.